# Cortusa discolor
Cortusa discolor là một loài thực vật có hoa trong họ Anh thảo. Loài này được Vorosch. & Gorovoj mô tả khoa học đầu tiên năm 1970.